# Bloeme Evers-Emden
Bloeme Evers-Emden est née le 26 juillet 1926 à Amsterdam (Pays-Bas) et morte le 18 juillet 2016 à Herzliya (Israël). D'origine néerlandaise, elle est psychologue pour enfants et mène des recherches les « enfants cachés » de la Seconde Guerre mondiale. Elle édite, dans les années 1990, quatre ouvrages sur la question en se fondant sur sa propre expérience pendant la guerre. Arrêtée, elle est déportée à Auschwitz le 3 septembre 1944 depuis le camp de transit de Westerbork. Dans son train, se trouvent Anne Frank et sa famille, qu'elle a rencontrées à Amsterdam. Elle est libérée le 8 mai 1945.
Dans les années 1980, Bloeme Evers-Emden obtient un doctorat en psychologie du développement et travaille sur les enfants juifs cachés, en partant de leur point de vue ainsi que de celui de leurs parents biologiques et adoptifs non-juifs. Elle est interviewée dans plusieurs documentaires télévisés sur les souvenirs d'Anne Frank et de sa famille.

## Jeunesse
Son père s'appelle Emanuel Emden : il est tailleur de diamants et socialiste ; sa mère est Rosa Emden-DeVries, couturière de profession. Sa sœur cadette, Via Roosje, est née le 29 mai 1932.
En 1941, Bloeme Emden fréquente le lycée juif où elle se lie d'amitié avec Anne Frank et sa sœur Margot. En juillet 1942, elle reçoit un ordre d'expulsion du bureau local. Elle obtient de rester libre à la suite de l'intervention de son père auprès du Commissariat général aux questions juives. Dans son lycée en revanche, les multiples expulsions font qu'elle est la dernière élève encore en classe au moment des examens oraux de fin d'année.
En mai 1943, un ami l'avertit qu'elle est recherchée par les Allemands. Elle obtient de son école de passer tous ses examens le même jour et obtient ainsi son diplôme de fin d'études. Elle est ensuite arrêtée par les autorités et emmenée à un point de rassemblement pour les Juifs d'Amsterdam. Elle réussit à s'échapper et se cache chez des amis de confession chrétienne. Elle passe ensuite une année à se cacher à Amsterdam en changeant régulièrement d'endroit. Elle finit par être arrêtée et envoyée à Westerbork.

## Déportation
Bloeme Emden est déportée à Auschwitz par le dernier train quittant Westerbork le 3 septembre 1944. S'y trouvait également la famille Frank, qui s'était cachée jusqu'au 4 août,. Bloeme verra régulièrement les deux sœurs ainsi qu'Edith, leur mère, à Auschwitz, bien qu'elles fassent partie d'un autre groupe . En octobre 1944, elle est transférée au camp de travail de Liebau en Haute-Silésie .
Bloeme Emden a témoigné des épreuves endurées à Auschwitz dans un documentaire tourné en 1995 par la BBC : Anne Frank Remembered, et dans un documentaire télévisé du cinéaste néerlandais Willy Lindwer : Les sept derniers mois d'Anne Frank .
Bloeme Emden est libérée par les Soviétiques le 8 mai 1945. Elle prend alors la route vers les Pays-Bas à pieds, et arrive six semaines plus tard. C'est à ce moment-là qu'elle découvre que sa famille a été déportée au Centre d'extermination de Sobibor.

## L'après-guerre
Après la guerre, elle épouse Hans Evers et élève plusieurs enfants à Amsterdam, sans parvenir à parler de ce qu'elle a vécu pendant la guerre. Elle commence l'étude de la psychologie, puis devient lecteur en psychologie à l'Université d'Amsterdam en 1973, avant d'obtenir son doctorat à la fin des années 1980.
A partir des années 1980, elle organise des séances de thérapie de groupe pour d'anciens enfants juifs cachés. Dans le cadre de la Conférence des Enfants Cachés, qui s'est tenue à Amsterdam en 1992, elle avait interviewé 73 enfants et 321 autres avaient pu remplir un questionnaire permettant d'alimenter ses recherches sur leur traumatisme émotionnel et psychologique. Elle élargit ensuite son champ d'action pour inclure les points de vue des parents biologiques puis des parents adoptifs non-juifs, ainsi que celui des frères et sœurs adoptifs.
Dans les années 1990, elle publie quatre livres : Geleende Kinderen qui se concentre sur les personnes ayant caché des enfants ; Ondergedoken Geweest, Een Afgesloten Verleden ? qui analyse les réponses des enfants cachés au questionnaire ; Geschonden Bestaan qui analyse les réponses des parents qui ont caché leurs enfants ; et Je ouders delen qui se concentre sur les frères et soeurs adoptifs des enfants juifs cachés.
En 1991, elle devient officier de l'Ordre d'Orange-Nassau et est décorée par la reine Beatrix des Pays Bas,.
Bloeme Evers-Emden meurt en juillet 2016, en Israël, quelques jours avant son 90e anniversaire.

## Distinctions
- Officier de l'ordre d'Orange-Nassau